# Buro Renkema
Buro Renkema is een Nederlands komediecollectief, opgericht eind 2005 door Edo Schoonbeek, Arjen Lubach en Pieter Jouke. Nadat zij vertrokken als schrijvers bij het VARA-programma De Wereld Draait Door, besloten de oprichters op internet verder te gaan onder de naam Buro Renkema. Binnen enkele maanden verschenen tientallen filmpjes online die goed waren voor een gemiddelde van één miljoen bezoekers per maand. Het succes werd technisch en pr-matig ondersteund door de Small Media Group, een webloguitgeverij van Planet Internet-oprichter Michiel Frackers.
Vanaf september 2006 maakte Buro Renkema wekelijks een filmpje voor Koppensnellers. Deze filmpjes waren vaak politiek getint. Sinds het programma is gestopt, maken de medewerkers weer voor hun eigen website filmpjes, die door uiteenlopende bedrijven worden gesponsord. Lubach en Schoonbeek maakten filmpjes voor Koefnoen, The rapservice. De site is niet heel actueel meer: het laatste filmpje werd in mei 2009 op de website geplaatst.

## Succes
De populairste filmpjes tot nu toe zijn: 'Alle Gekheid op een Stickje', over de verloren USB-sticks van het ministerie van Defensie en 'Ode aan Bos', een muzikale ode van minister Hoogervorst aan PvdA-leider Wouter Bos. Het filmpje 'Biatlon, een sport die je raakt' werd zelfs een internationaal succes en sloeg enorm aan op Japanse websites.
Van het filmpje 'Nationale Nederlagen', over het Nederlands voetbalelftal, werd het liedje uitgezonden op radiozenders.
Buro Renkema heeft een wekelijkse soapserie over het wel en wee in de Tweede Kamer gemaakt. Deze serie bestaat uit 10 afleveringen. De filmpjes van Buro Den Haag verschenen behalve op de eigen website ook op die van de Volkskrant.

## Trivia
- Nadat talkshowhost Robert Jensen ongevraagd een filmpje uitzond zonder bronvermelding, verscheen er een inzamelingsactie op de website van Buro Renkema om Jensen aan een eigen redactie te helpen.
- In juni 2007 verzocht ABN AMRO een persiflage over het nieuwe internetbankieren van deze bank van de website af te halen. Buro Renkema weigerde dit, maar ABN AMRO besloot verder geen stappen te ondernemen.
- Volgens de website is "Buro Renkema" vernoemd naar de oom van oprichter Johan Renkema, Oom Buro.[1]